# Oosterse levensboom
De oosterse levensboom (Platycladus orientalis) is een groenblijvende conifeer uit de cipresfamilie (Cupressaceae). Het is de enige vertegenwoordiger van het monotypische geslacht Platycladus. Voorheen werd hij in het geslacht Thuja geplaatst, waartoe ook de westerse levensboom (T. occidentalis) behoort.

## Beschrijving
De oosterse levensboom is een kleine, langzaam groeiende conifeer. Meestal groeit hij als een struik of meerstammige boom, met een gemiddelde diameter op borsthoogte (dbh) van 50 centimeter. De boom bereikt doorgaans een hoogte van twaalf meter, maar kan tot twintig meter hoogte groeien. In Tadzjikistan bevindt zich een exemplaar met een uitzonderlijke hoogte van 35 meter. De oosterse levensboom bereikt gewoonlijk een hoge leeftijd. Enkele gecultiveerde exemplaren in China zijn naar verluidt meer dan duizend jaar oud. De boom is winterhard tot temperaturen tussen de -17,8°C en -23,2°C.
De bast is roodbruin tot licht grijsbruin. De oosterse levensboom heeft een dunne schors die in lange stroken schilfert. Jonge bomen hebben een ovale tot piramidevormige kroon. Later wordt deze rond tot onregelmatig. De takken groeien gewoonlijk naar boven toe. Net als bij veel andere levensbomen zijn de twijgen waaiervormig en groeien ze meestal in vertikale vlakken.
|                                                        |  |  |
| Twijgen met bloeiwijzen (links) en zaadkegels (rechts) |  |  |

De schubvormige bladeren lijken op die van de westerse levensboom, maar hebben minder duidelijke, kommavormige harsklieren die bij kneuzing een zwakkere harsgeur verspreiden. De bladeren zijn per vier gerangschikt op de korte loten. Elk blad is een tot drie millimeter lang en heeft een stompe punt. Ze zijn aan beide zijden heldergroen, maar worden bruin of koperkleurig in de winter.
De oosterse levensboom is een eenhuizige plant. De bloeiwijzen worden in maart tot april bevrucht en zijn in oktober of november rijp. De bruine zaadkegels zijn eivormig tot rond en 15 tot 25 millimeter groot. Ze zijn bedekt met zes houtige schubben met haakvormige uiteinden, die na rijping wijd uiteen staan. De zaden zijn vier tot zes millimeter lang en bezitten in tegenstelling tot de Thuja-soorten geen vleugels.

## Verspreiding
De oosterse levensboom is inheems in Korea, het Russische Verre Oosten (Amoer en Chabarovsk) en het noordwesten van China, waar het een algemeen voorkomende boom is. In het wild groeit de oosterse levensboom op 300 tot 3300 meter boven zeeniveau. De soort heeft zich als exoot gevestigd in een groot deel van Azië; van Iran in het westen tot Japan in het oosten en Noord-India in het zuiden. Ook komen er verwilderde oosterse levensbomen voor in Florida.

## Relatie met de mens

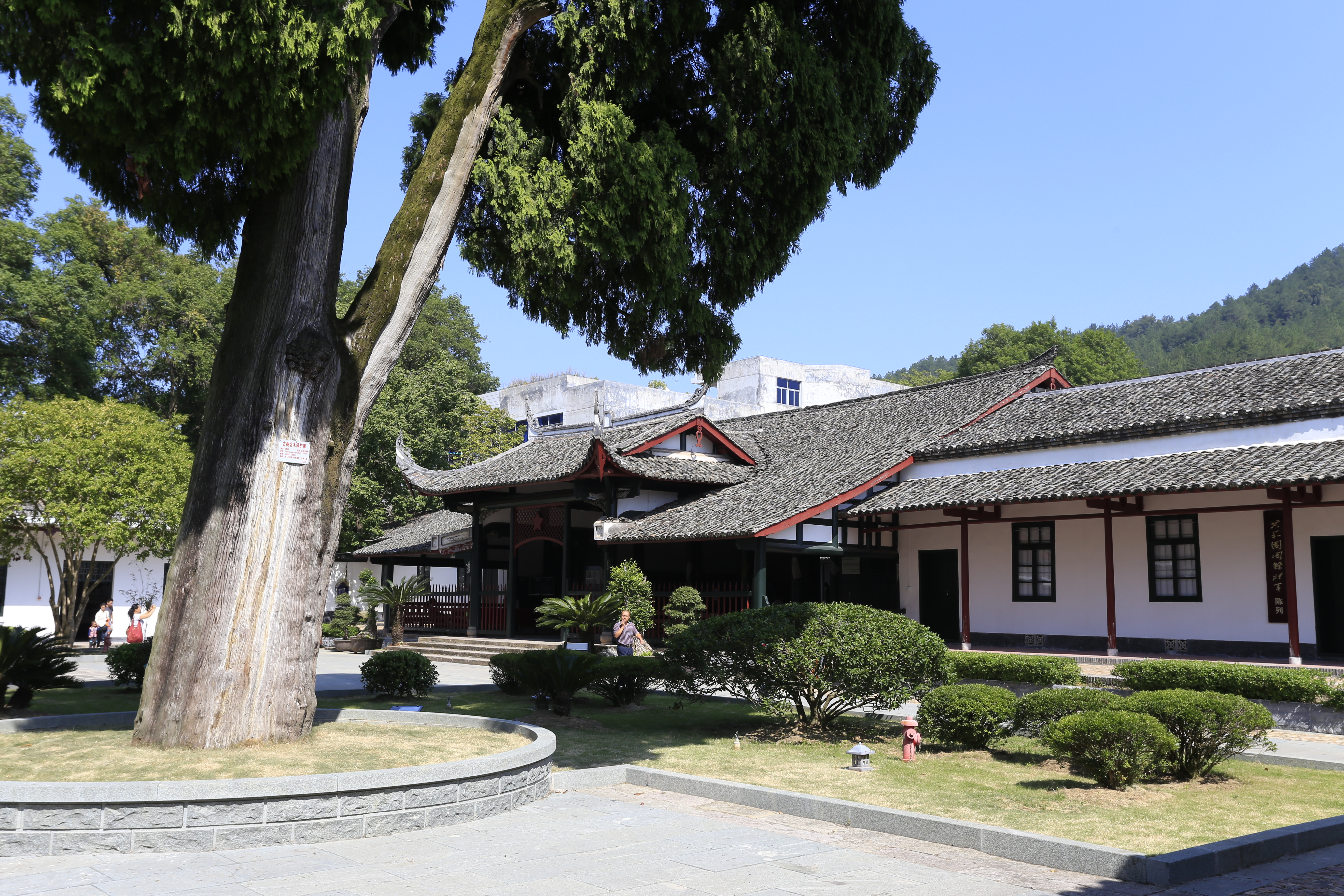
Oosterse levensboom voor een Chinese boeddhistische tempel

De oosterse levensboom wordt in het Chinese boeddhisme geassocieerd met vitaliteit en een lang leven. Mogelijk is dit gebaseerd op de hoge leeftijd die de boom in het noordwesten van China bereikt, daar waar het klimaat droog en koud is. De oosterse levensboom wordt rond boeddhistische tempels aangeplant en het hout wordt gebruikt in de constructie van de tempels. Ook wordt het hout in China verwerkt tot wierook.
De oosterse levensboom wordt niet alleen in zijn oorspronkelijke leefgebied als sierboom gebruikt, maar ook in veel andere gematigde streken. De boom kan worden geënt op Thuja-, Juniperus- en Cupressus-soorten. Ook zijn er diverse cultivars gekweekt. Thuja orientalis 'Aurea Nana' is bekroond met de Award of Garden Merit, die jaarlijks wordt uitgereikt door de Royal Horticultural Society.